# Tihomir Todorov
Tihomir Todorov (19 marzo 1998) è un giocatore di football americano serbo che milita nel ruolo di wide receiver nei Beograd Vukovi e nella nazionale serba.
In precedenza ha militato nei Novi Sad Wild Dogs.
Nel 2021 ha partecipato all'Europeo con la nazionale serba.

## Palmarès
- 1 Serbian Bowl (2021)
- MVP della Prva Liga (2021)
- All Pro della Prva Liga (2019, 2021)